# Chorizopes trimamillatus
Chorizopes trimamillatus är en spindelart som beskrevs av Schenkel 1963. Chorizopes trimamillatus ingår i släktet Chorizopes och familjen hjulspindlar. Inga underarter finns listade i Catalogue of Life.